# Баодин
Баоди́н (кит. упр. 保定, пиньинь Bǎodìng) — городской округ в провинции Хэбэй КНР, в 140 километрах от Пекина.

## География

### Климат
Климат муссонный умеренный, средняя температура от −3,9°С зимой до +27,1 °C летом, среднегодовая температура — +12,8 °C. Среднегодовое количество осадков — 542 мм, в основном в тёплый период.

## История

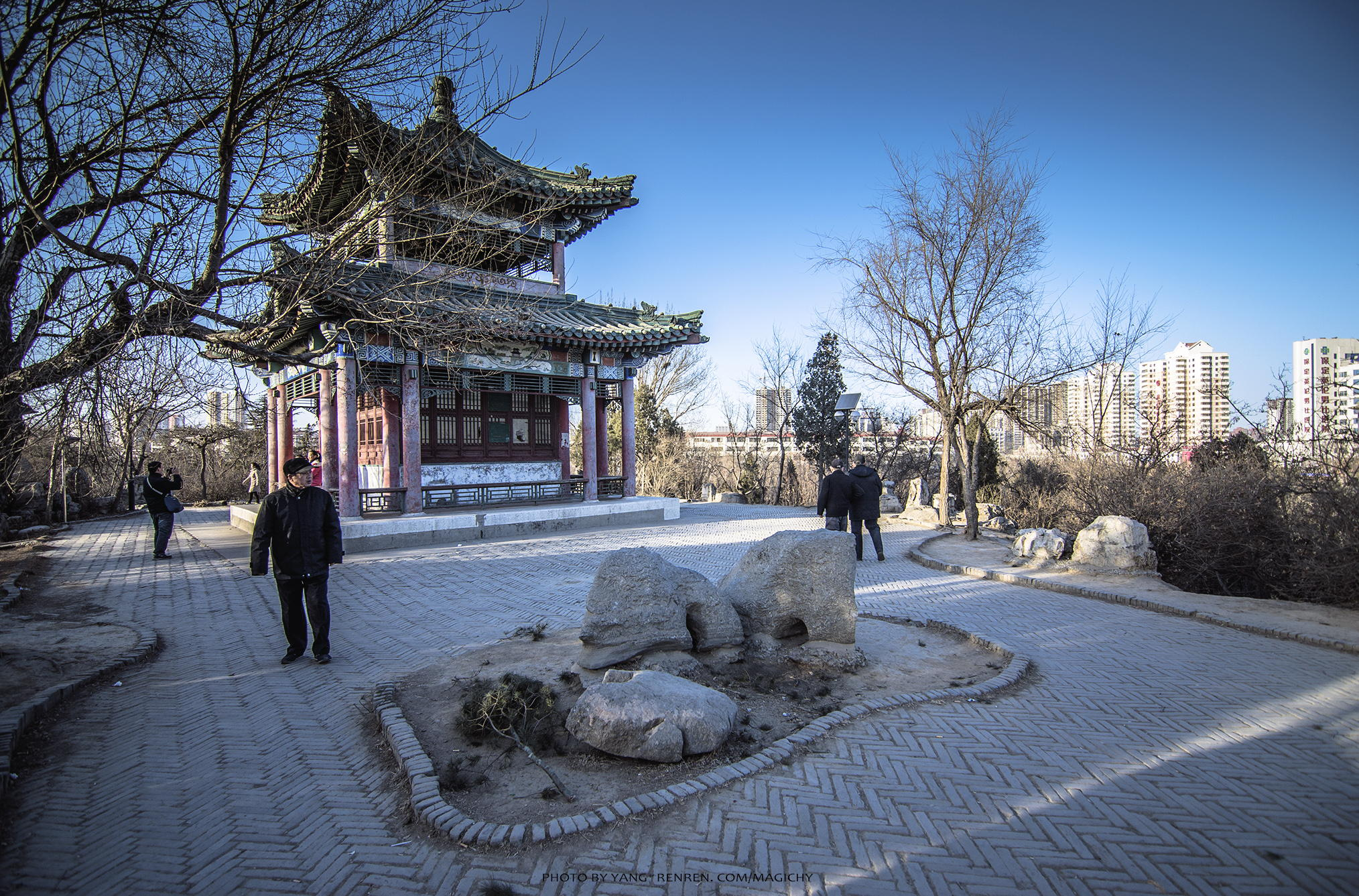
Пагода в парке в Баодине

Государство Поздняя Янь в IV веке разместило свою столицу Чжуншань (中山) на землях современного Динчжоу.
При империи Северная Сун в 960 году был основан военный округ Баочжай (保塞军), а в 980 году он был поднят в статусе до области Баочжоу (保州). В 992 году был построен окружённый стенами город, который не раз выдерживал нападения киданей. Позднее он вошёл в состав империи Цзинь, и когда Чингис-хан пошёл войной на чжурчжэней — был уничтожен монголами.
В 1227 году монголы вновь построили в этих местах укреплённый город, который стал прикрывать подходы к Ханбалыку. Монголы разделили страну на регионы-лу, и в 1239 году область Баочжоу была переименована в регион Шуньтянь (顺天路), а после основания Ханбалыка регион был переименован в Баодин (保定路). Так впервые появилось название «Баодин», составленное из иероглифов «охранять [столицу]» и «наводить порядок [в стране]»; в регион Баодин входило 7 областей и 8 уездов.
После того, как монгольская империя Юань была свергнута китайской империей Мин, регион Баодин в 1368 году был преобразован в Баодинскую управу (保定府). В 1403 году Пекин стал столицей страны, и его безопасность приобрела важное значение, поэтому в XVI веке земляные стены Баодинской крепости были постепенно перестроены в кирпичные. При империи Цин здесь с 1669 года размещался губернатор провинции Чжили.
После Синьхайской революции и образования Китайской республики была проведена реформа структуры административного деления, в ходе которой управы были упразднены, и потому Баодинская управа была преобразована в уезд Цинъюань. В 1913 году управляющие органы провинции Чжили переехали в Тяньцзинь.
В 1935 году Тяньцзинь стал городом центрального подчинения, и правительство провинции Хэбэй вновь переехало в Баодин. Во время японо-китайской войны Баодин был оккупирован японскими войсками.
По окончании Второй мировой войны в Китае возобновилась война между компартией и гоминьданом. 5 ноября 1948 года Народно-освободительная армия окружила Баодин, а 22 ноября гоминьдановские войска бежали в Пекин, оставив город коммунистам. После этого было проведено разграничение между юрисдикциями властей города Баодин и уезда Цинъюань; границей подвластных им территорий стал внешний городской ров Баодина, а власти уезда Цинъюань переехали из города Баодин в посёлок Чжунжань.
В августе 1949 года были образованы Баодинский специальный район (保定专区), состоящий из 1 города и 22 уездов, и Специальный район Динсянь (定县专区), состоявший из 12 уездов. В 1954 году Специальный район Динсянь был расформирован; 6 входивших в него уездов были переданы в состав Специального района Шицзячжуан (石家庄专区), а 6 — в состав Специального района Баодин. В апреле 1958 года правительство провинции Хэбэй опять переехало в Тяньцзинь. В ноябре 1958 года после изменения административно-территориального деления Баодинский специальный район стал состоять из 1 города и 10 уездов, а в 1960 году город и специальный район были слиты в единый городской округ. В 1961 году Специальный район Баодин был воссоздан, и с 1962 года он вновь стал состоять из 1 города и 22 уездов. В 1966 году правительство провинции Хэбэй вернулось в Баодин, но в 1968 году переехало в Шицзячжуан.
В 1968 году Баодинский специальный район был переименован в Округ Баодин (保定地区). В 1983 году Баодин был выделен из состава округа в город провинциального подчинения, а уезд Маньчэн перешёл под его юрисдикцию. В 1986 году под юрисдикцию города Баодин перешёл уезд Цинъюань. В 1987 году был расформирован Пригородный район Баодина.
Постановлением Госсовета КНР от 23 декабря 1994 года округ Баодин и город Баодин были расформированы, а на их территории был образован Городской округ Баодин.
В мае 2015 года районы Бэйши и Наньши были объединены в район Ляньчи, а уезды Маньчэн, Цинъюань и Сюйшуй были преобразованы в районы городского подчинения.

## Административно-территориальное деление
Городской округ Баодин делится на 5 районов, 4 городских уезда, 15 уездов:
| Карта | Карта      | Карта     | Карта          | Карта            | Карта         | Карта                      |
| --- | ---------- | --------- | -------------- | ---------------- | ------------- | -------------------------- |
| ① ② Маньчэн Цинъюань Сюйшуй Лайшуй Фупин Динсин Тансянь Гаоян Жунчэн Лайюань Ванду Аньсинь Исянь Цюйян Лисянь Шуньпин Бое Сюнсянь Чжочжоу Динчжоу Аньго Гаобэйдянь ① Цзинсю ② Ляньчи |            |           |                |                  |               |                            |
| Статус | Название   | Иероглифы | Пиньинь        | Население (2010) | Площадь (км²) | Плотность населения (/км²) |
| Район | Цзинсю     | 竞秀区    | Jìngxiù qū     | 482 768          | 190           | 2540,88                    |
| Район | Ляньчи     | 莲池区    | Liánchí qū     |                  |               |                            |
| Район | Маньчэн    | 满城区    | Mǎnchéng qū    | 387 307          | 629           | 615,75                     |
| Район | Цинъюань   | 清苑区    | Qīngyuán qū    | 631 659          | 867           | 728,56                     |
| Район | Сюйшуй     | 徐水区    | Xúshuǐ qū      | 563 030          | 723           | 778,74                     |
| Городской уезд | Динчжоу    | 定州市    | Dìngzhōu shì   | 1 165 182        | 1274          | 914,59                     |
| Городской уезд | Чжочжоу    | 涿州市    | Zhuōzhōu shì   | 603 535          | 742           | 813,39                     |
| Городской уезд | Аньго      | 安国市    | Ānguó shì      | 370 314          | 486           | 761,96                     |
| Городской уезд | Гаобэйдянь | 高碑店市  | Gāobēidiàn shì | 640 280          | 682           | 938,83                     |
| Уезд | Исянь      | 易县      | Yì xiàn        | 537 564          | 2534          | 212,14                     |
| Уезд | Лайюань    | 涞源县    | Láiyuán xiàn   | 260 678          | 2448          | 106,49                     |
| Уезд | Динсин     | 定兴县    | Dìngxīng xiàn  | 517 873          | 2714          | 725,31                     |
| Уезд | Шуньпин    | 顺平县    | Shùnpíng xiàn  | 295 764          | 708           | 417,75                     |
| Уезд | Тансянь    | 唐县      | Táng xiàn      | 529 066          | 1417          | 373,37                     |
| Уезд | Ванду      | 望都县    | Wàngdū xiàn    | 250 014          | 320           | 781,29                     |
| Уезд | Лайшуй     | 涞水县    | Láishuǐ xiàn   | 339 063          | 1658          | 204,50                     |
| Уезд | Гаоян      | 高阳县    | Gāoyáng xiàn   | 345 160          | 496           | 695,89                     |
| Уезд | Аньсинь    | 安新县    | Ānxīn xiàn     | 437 378          | 724           | 604,11                     |
| Уезд | Сюнсянь    | 雄县      | Xióng xiàn     | 359 506          | 524           | 686,08                     |
| Уезд | Жунчэн     | 容城县    | Róngchéng xiàn | 258 179          | 314           | 822,23                     |
| Уезд | Цюйян      | 曲阳县    | Qūyáng xiàn    | 588 559          | 1084          | 542,95                     |
| Уезд | Фупин      | 阜平县    | Fùpíng xiàn    | 205 299          | 2495          | 82,28                      |
| Уезд | Бое        | 博野县    | Bóyě xiàn      | 245 504          | 331           | 741,70                     |
| Уезд | Лисянь     | 蠡县      | Lǐ xiàn        | 505 574          | 652           | 775,42                     |

## Экономика
Баодин — крупный центр автомобильной промышленности Китая. В городе базируются компания Great Wall Motors — крупнейший в Китае производитель внедорожников и пикапов (наиболее известен марками машин Haval, Great Wall, WEY и ORA), а также компании Dadi Auto (производитель пикапов и внедорожников) и Hebei Zhongxing Automobile (производитель внедорожников и пикапов под маркой ZX Auto). Кроме того, в Баодине расположены предприятия компаний Xinhai Plastic Sheet (пластиковые листы).

## Города-побратимы
- Шарлотт, Северная Каролина, США
- Ёнаго, Япония
- Сайдзё, Япония

## Галерея

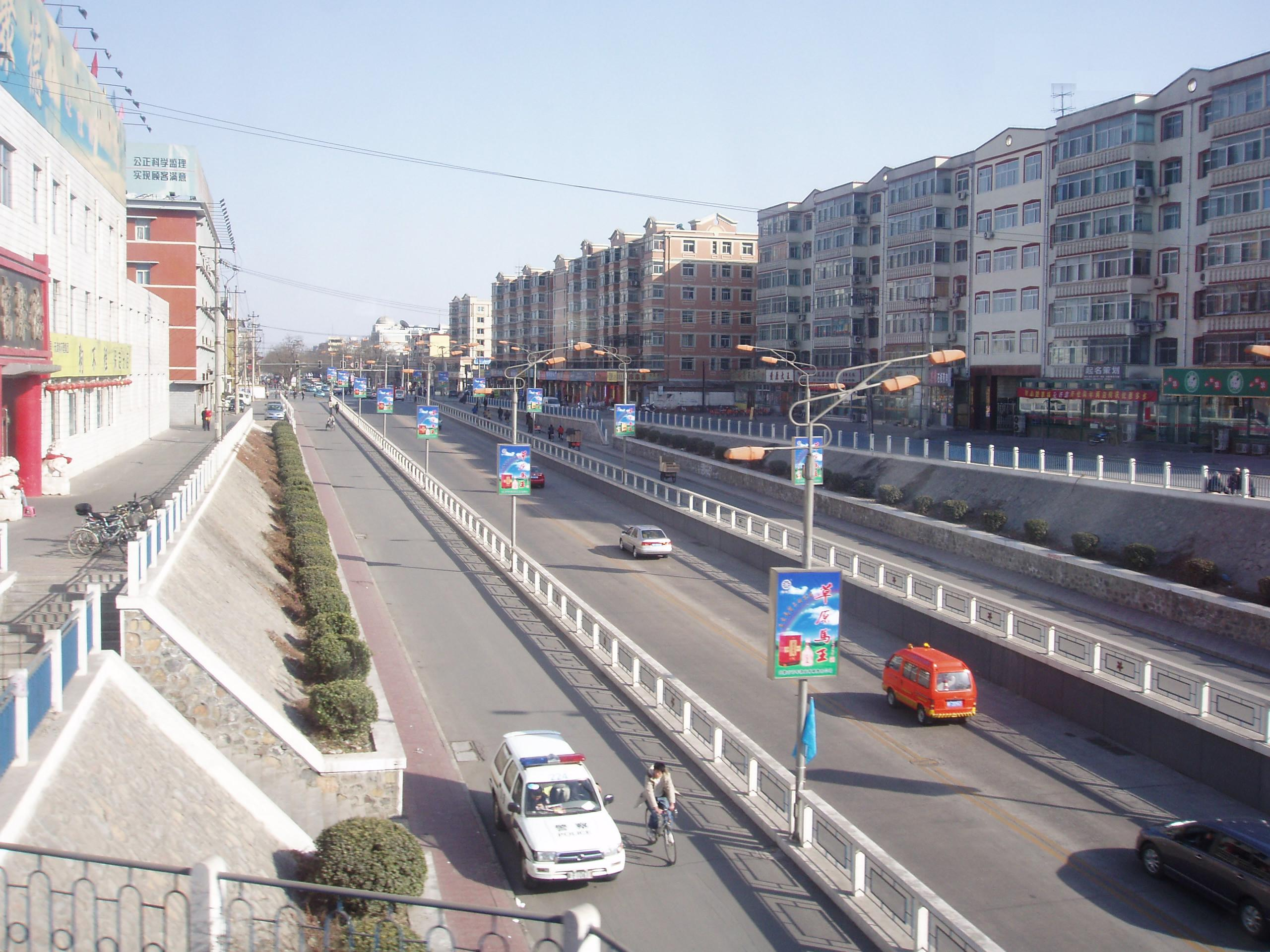
Улица Баодина
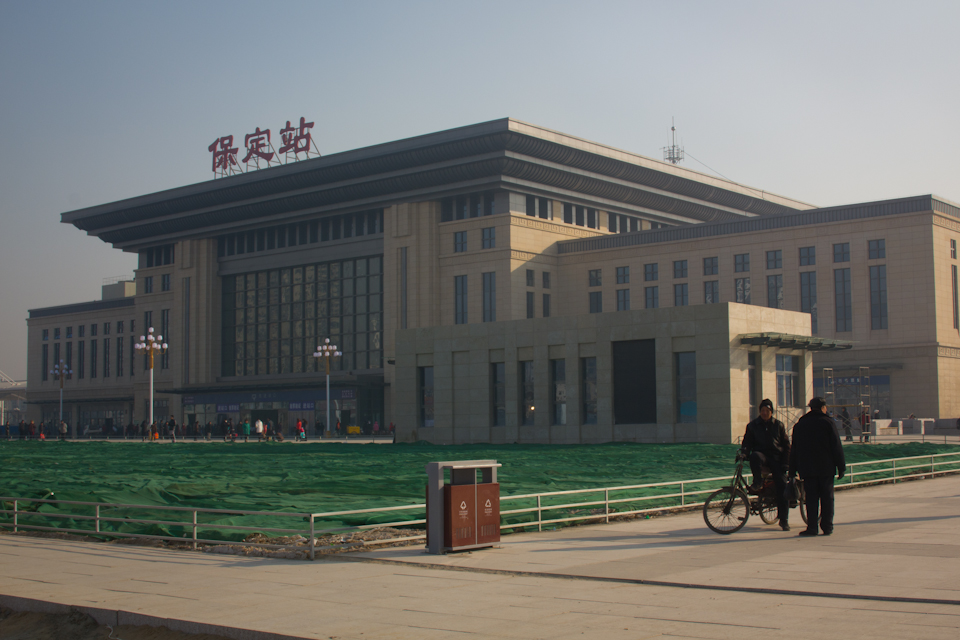
Новая железнодорожная станция
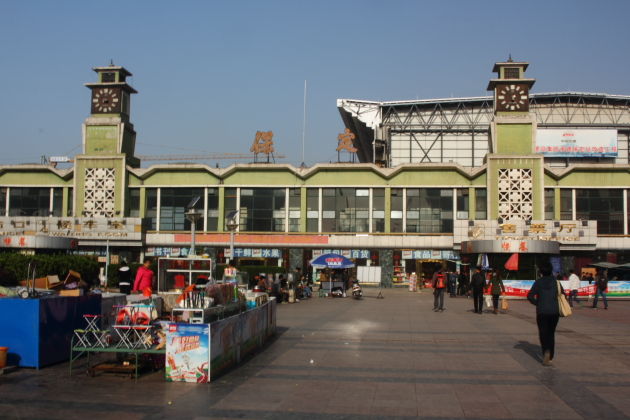
Старая железнодорожная станция
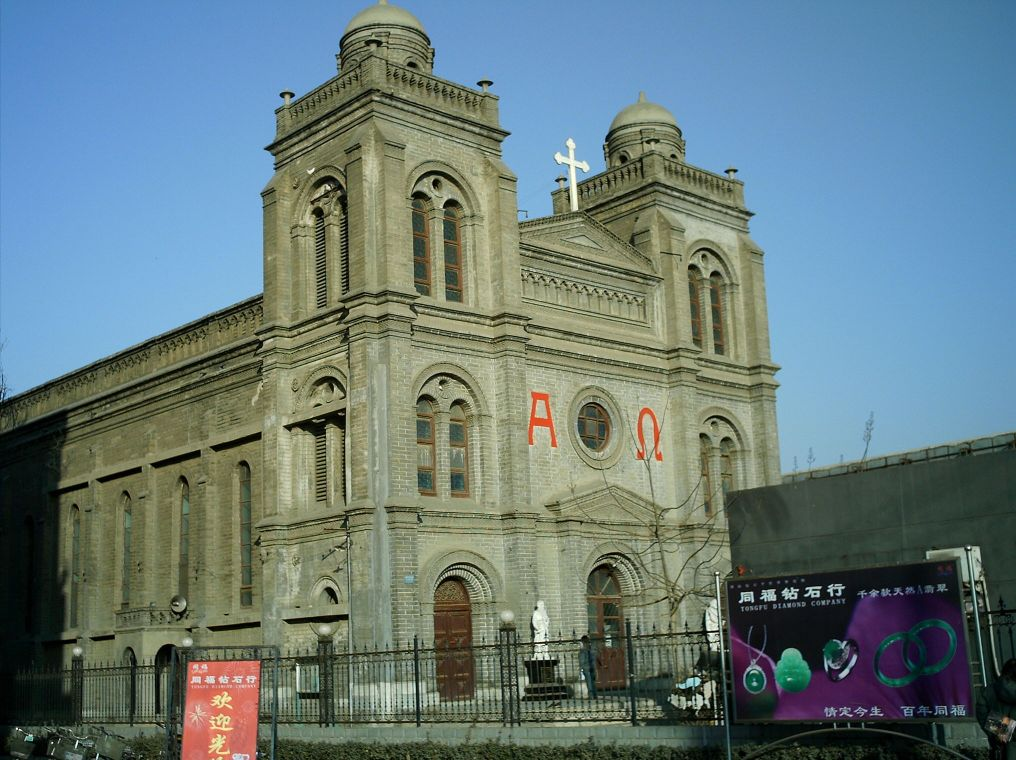
Католическая церковь
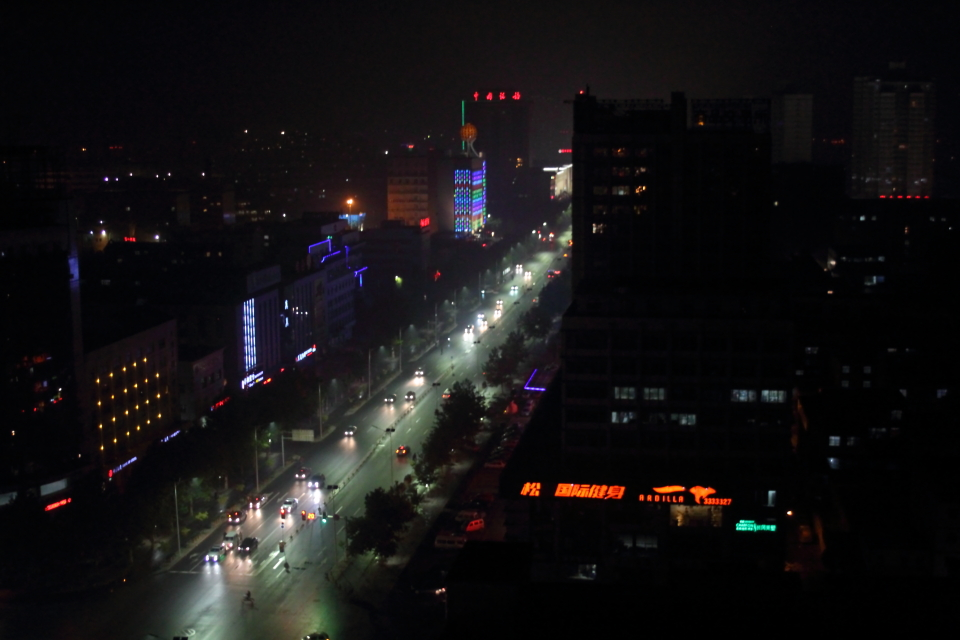
Вечерний Баодин